# オレイアデス (ブグローの絵画)
『オレイアデス』（仏: Les Oréades, 英: The Oreads）は、フランスの画家ウィリアム・アドルフ・ブグローの1902年の絵画である。油彩。
オレイアデスは山と洞窟のニンフである。